# Віла-Нова-да-Баркіня
Ві́ла-Но́ва-да-Баркі́ня (порт. Vila Nova da Barquinha; МФА: [ˈvi.ɫɐ ˈno.vɐ dɐ baɾ.ˈki.ɲɐ]) — муніципалітет і містечко в Португалії, в окрузі Сантарен. Розташований у центральній частині країни, на теренах історичної португальської провінції Ештремадура. Належить до Сантаренської діоцезії Католицької церкви в Португалії. Права міського самоврядування має з 1836 року. Поділяється на 4 парафії. За адміністративним поділом, чинним до 1976 року, був складовою провінції Рібатежу. Площа муніципалітету — 49,53 км², населення муніципалітету — 7322 ос. (2011); густота населення — 147,83 осіб/км²
. Патрон — святий Антоній. Святковий день муніципалітету — 13 червня. Поштовий індекс — 2260.  Код місцевої адміністративної одиниці — 1420. Складова статистичного регіону Центр.

## Назва
- Віла-Нова-да-Баркіня (порт. Vila Nova da Barquinha, стара орфографія: порт. Villa Nova da Barquinha) — сучасна португальська назва.

## Географія
Віла-Нова-да-Баркіня розташована в центрі Португалії, в центрі округу Сантарен.
Віла-Нова-да-Баркіня межує на півночі з муніципалітетами Томар і Абрантеш, на сході — з муніципалітетом Конштансія, 
на півдні — з муніципалітетом Шамушка, на південному заході — з муніципалітетом Голеган, на заході — з муніципалітетом Ентронкаменту, на північному заході — з муніципалітетом Торреш-Новаш.

## Населення
| Кількість мешканців | Кількість мешканців | Кількість мешканців | Кількість мешканців | Кількість мешканців | Кількість мешканців | Кількість мешканців | Кількість мешканців | Кількість мешканців | Кількість мешканців | Кількість мешканців | Кількість мешканців | Кількість мешканців | Кількість мешканців | Кількість мешканців | Кількість мешканців |
| ------------------- | ------------------- | ------------------- | ------------------- | ------------------- | ------------------- | ------------------- | ------------------- | ------------------- | ------------------- | ------------------- | ------------------- | ------------------- | ------------------- | ------------------- | ------------------- |
| 1864                | 1878                | 1890                | 1900                | 1911                | 1920                | 1930                | 1940                | 1950                | 1960                | 1970                | 1981                | 1991                | 2001                | 2011                |                     |
| 3430                | 3671                | 3954                | 4336                | 4664                | 5314                | 5211                | 6037                | 7313                | 6547                | 6795                | 8167                | 7553                | 7610                | 7322                |                     |